# Castell de Sesga
El castell de Sesga, també conegut com a castell dels moros, és un castell situat dins el terme municipal d'Ademús (Racó d'Ademús, País Valencià). El castell de Sesga s'anomena així per trobar-se prop del llogaret homònim. El castell se situa al sud-oest de l'aldea, sobre un turó cobert de pins i sotabosc, al costat d'un penya-segat al vessant esquerre del barranc de Sesga, per on discorre el camí que porta de Sesga a Cases Baixes.
Es tracta d'una xicoteta fortificació on es poden vore les restes dels fonament del que potser fora una torre quadrangular, situada a l'extrem oriental d'un espai encerclat per diversos nivells de muralla i una no molt gran plataforma creada artificialment. Encara que originalment va ser catalogada com a castell, basant-se en les restes del material ceràmic de superfície trobat dins del recinte (fragments d'atuells amb dibuixos geomètrics en tons rojos i vores tornades), el lloc pareix esser un castro iber o celtibèric. Si aquest fora el seu origen, les seus limitades dimensions fan pensar en una posició d'avantguarda, com en el cas del poblat del Puntal dels Llops, a la distribució general del qual recorda. Tot i que s'han realitzat algunes prospeccions il·legals a la zona, el jaciment arqueològic està per excavar.